# ۱-دوتری اکونتانول
۱-دوتری اکونتانول (به انگلیسی: 1-Dotriacontanol) با فرمول شیمیایی C32H66O یک ترکیب شیمیایی با شناسه پاب‌کم 7570 است. که جرم مولی آن ۴۶۶٫۸۷ گرم بر مول می‌باشد. 